# Casa real de Monesterio
La casa real de Monesterio es una antigua residencia real de la época de los siglos XVI-XVII, actualmente en ruinas y parte del conjunto del Real Sitio de San Lorenzo El Escorial delimitado por la cerca de Felipe II.

## Historia
El origen del edificio se encuentra en una villa homónima que, junto con la de Campillo, era propiedad de Gutierre de Cárdenas a finales del siglo XV y principios del siglo XVI. La casa original fue construida entre 1486 y abril de 1503 por don Gutierre para servir de residencia a Isabel la Católica. Esta casa contaba con una importante portada gótica, conservada en reformas posteriores y visible en la actualidad.
En 1594 Felipe II compra al descendiente de Gutierre de Cárdenas, Bernardino de Cárdenas y Portugal, las villas de Campillo y Monesterio. Tras la compra, el monarca manda despoblar ambas localidades, convirtiéndose únicamente en sendas residencias reales aisladas. El monarca mandó cercar las dehesas que rodeaban las dos localidades con un muro de piedra. Además se realizan algunas obras en la casa de Monesterio, según las necesidades recogidas en un informe del arquitecto real Francisco de Mora en 1595. En los años posteriores se conserva el transporte de árboles y plantas para el jardín de la casa. 
En 1603 ya durante el reinado de Felipe III, hijo y sucesor de Felipe II, se donan las dehesas de Monesterio y Campillo al Monasterio de El EscoriaL
Precisamente sería durante el reinado de Felipe III cuando la casa señorial de los Cárdenas sería profundamente reformada y transformada por Juan Gómez de Mora a partir de 1612. El resultado de esta transformación sería un edificio de estilo clásico construido en granito con jardín adosado y huerta. La portada original gótica de la casa fue trasladada sirviendo de entrada al jardín.
El edificio se mantuvo en relativo buen estado hasta la primera mitad del siglo XIX. En 2013 el edificio fue incluido en la Lista Roja de la asociación Hispania Nostra por el riesgo de derrumbe.
En 2006 fue declarado Bien de Interés Cultural, dentro del conjunto denominado "Real Sitio de San Lorenzo de El Escorial y El Escorial". Ese mismo año se realizan obras de consolidación de las ruinas. En 2018 es retirado de la Lista Roja de Hispania Nostra y pasa a formar parte de la Lista Verde, en que se identifican los bienes retirados de la Lista Roja.

## Descripción

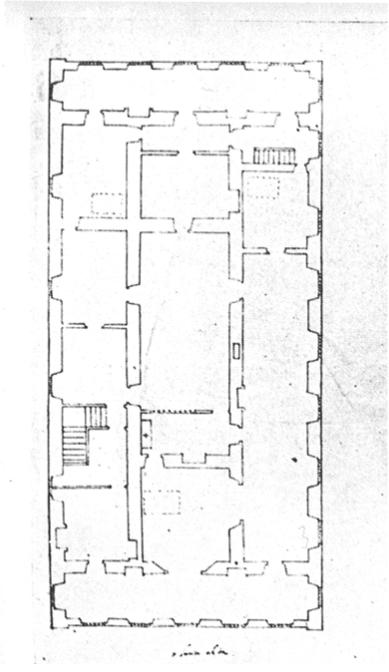
Primera planta de la casa por Juan Gómez de Mora.

Tras las reformas de Juan Gómez de Mora, el edificio se desarrollaba en planta rectangular, correspondiendo los lados más cortos al este y al oeste. Contaba con dos pisos y un tercero, bajo la cubierta a dos aguas. En el piso bajo de los lados este y oeste se disponían dos loggias o galerías con arcos dóricos. En el primer piso del edificio se disponía el apartamento del rey, que contaba con una alcoba que conectaba al oeste con una galería paralela a la fachada oeste, y al este con un oratorio, siguiendo una disposición ya existente en los apartamentos del monarca en el Monasterio de Yuste y en el de El Escorial. El piso bajo se destinaba a los oficios y criados del monarca.
Se conserva la portada gótica en piedra que sirvió de entrada a la casa original, y después al jardín de la casa.
El acceso principal a la casa se realizaba por medio de la fachada oeste. Al sur de la fachada sur de la casa se disponía el jardín, y alrededor de las fachadas este y norte se disponía una huerta de tamaño considerablemente superior al del jardín. El jardín y la huerta presentaban un trazado geométrico similar al de otras casas reales contemporáneas como la de Vaciamadrid o Aceca.
En el lado sudoeste (posiblemente al oeste del jardín) de la casa real se encontraba la antigua iglesia de la villa, Santa María de Marrubial. Alrededor de la casa, Felipe II permitió la construcción de algunas casas como la de Jehan Lhermite, al norte de la residencia real.
Monesterio estaba unida a El Campillo por un importante camino que contaba con puentes de piedra.